# SPM–Terminál

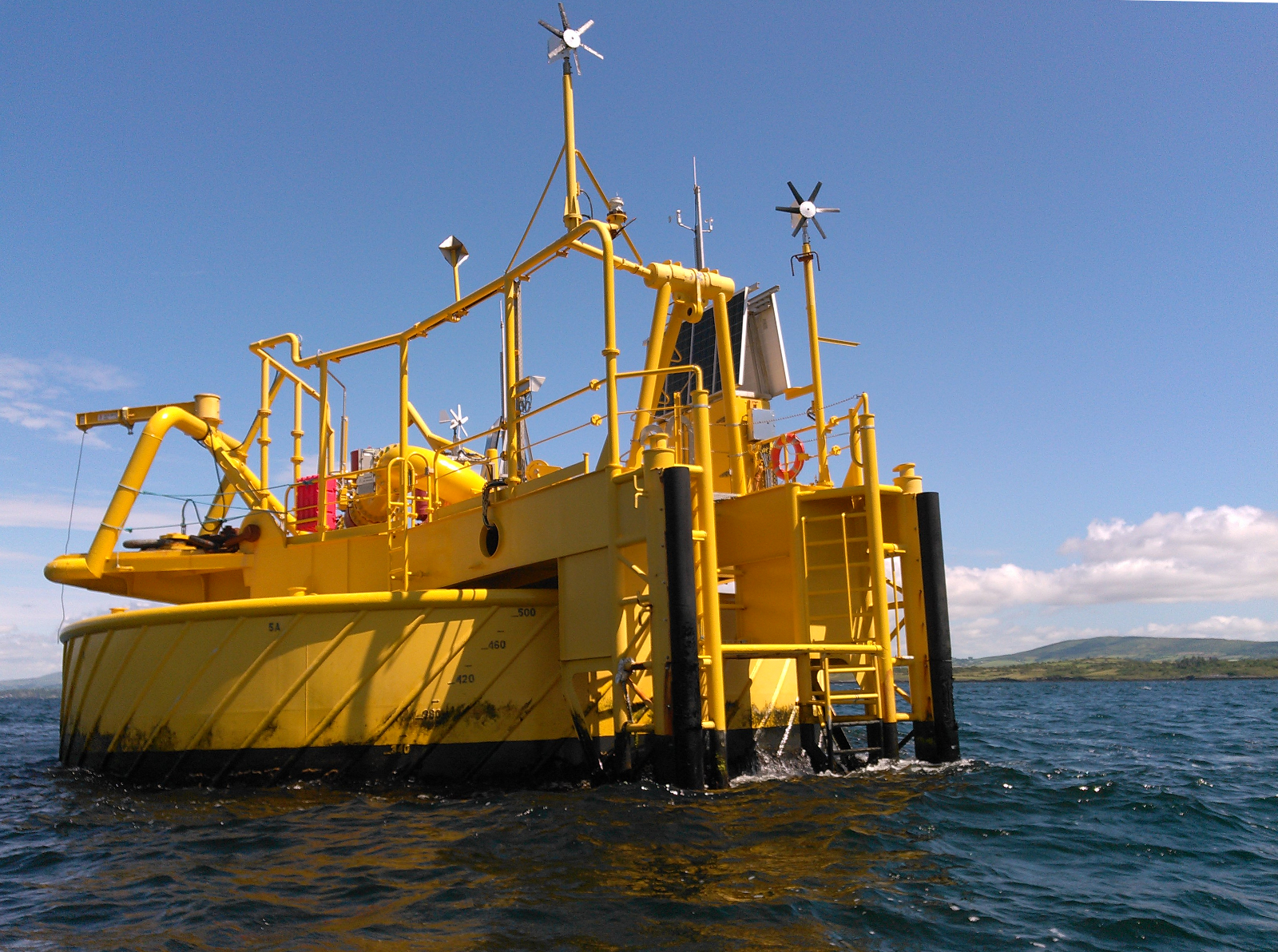
SPM–Terminál na ostrově Whiddy, Irsko

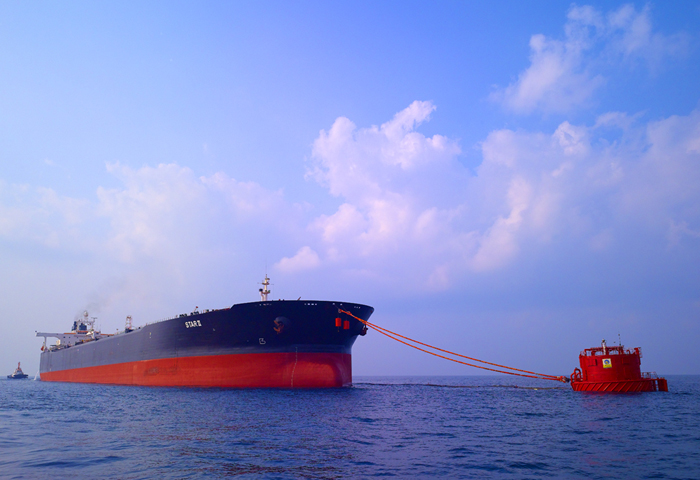
SPM–Terminál u Puthuvype, Kóčin, Indie

SPM–Terminál (anglicky single-point mooring – jednobodové kotviště) je nakládací bóje ukotvená na moři, která slouží jako kotviště a přípoj pro tankery k nakládce nebo vykládce plynu nebo kapalných produktů. SPM jsou spojovacím článkem mezi podmořskými geostatickými rozvody a plovoucími plavidly. Jsou schopny obsloužit jakoukoli velikost plavidla, včetně lodí VLCC (Very Large Crude Carrier) a ULCC (Ultra Large Crude Carrier), pro které není na pevnině žádné alternativní zařízení.
V mělkých vodách se SPM používají k nakládání a vykládání ropy a rafinovaných ropných produktů z pobřežních a mořských ropných polí nebo ropných rafinérií. Tyto bóje jsou obvykle vhodné pro všechny typy ropných tankerů. V hlubokomořských ropných polích se SPM obvykle používají k odběru ropy přímo z těžebních plošin, pokud není z ekonomických nebo ekologických důvodů možné použít ropovod na břeh. Tato kotviště jsou obvykle určena pro vyhrazené tankery, které u nich mohou kotvit bez pomoci.

## Označení
Terminály SMP jsou často také registrovány na národní a mezinárodní úrovni jako navigační značky, které označují polohu a obvykle také zakázanou zónu. Tyto objekty jsou pak registrovány jako maják nebo světelná loď.

## SPM–Terminály
Používá se několik typů jednobodových kotvišť. SPM se skládá ze čtyř částí: tělesa bóje, kotvící a kotevní systémy, systém pro přenos produktu a pomocných prvků.
Těleso bóje má dvě části. Část pod hladinou je spojena kotvícím zařízením s mořským dnem. Část nad hladinou vody, která se připojuje k tankeru, je otočná. obě části jsou spojeny válečkovým ložiskem. Díky tomuto řešení může tanker obeplout bóji a najít stabilní polohu ke kotvení.
Bóje je ukotvena k mořskému dnu pomocí řetězů (ramen), které jsou připevněny ke kotevnímu bodu na mořském dně. k bóji jsou řetězy připojeny pomocí zarážek. Systém SLAM (Single Anchor Leg Mooring) kotví bóji jedním řetězem, systém CLAM (Catenary Anchor Leg Mooring) kotví bóji na více řetězech rozmístěných v určité vzdálenosti kolem bóje. Nejběžněji se používá k ukotvení šest nebo osm řetězů.Systém CLAM je od devadesátých let 20. století nejvíce používaný.
Tanker se k bóji kotví pomoci hawseru tj.nylonová nebo polyesterová lana upevněna k integrovanému háku na bóji. Kotvící systémy používané pro tyto operace na moři se řídí normami stanovenými Mezinárodním námořním fórem ropných společností (OCIMF).
Srdcem každé bóje je systém přenosu produktu. Systém přenáší produkty do tankeru z koncového potrubí a rozdělovače (PLEM) (geostatické umístění) umístěného na mořském dně. Pružné hadice známé jako stoupací potrubí spojují podmořské potrubí se systémem přenosu produktů na bóji. Bóje je s tankery spojena pomocí plovoucích hadicových řetězců, které jsou opatřeny rozpojovacími spojkami aby se zabránilo úniku ropy.
Otočné zařízení výrobku je spojením mezi geostatickou a rotující částí bóje. Otočný kloub umožňuje vykládacímu tankeru otáčet se vůči kotvící bóji. Velikost otočných zařízení produktu se liší v závislosti na kapacitě připojeného potrubí a stoupaček. Produktové výkyvy mohou zajišťovat jednu nebo několik nezávislých cest pro kapaliny, plyny, elektrické signály nebo energii. Výkyvná ramena jsou vybavena vícenásobným těsnicím uspořádáním, aby se minimalizovala možnost úniku produktu do okolí.
Dalšími možnými složkami SPM jsou:
- Přístaviště lodí, které umožňuje přístup na palubu bóje,
- ochranné zařízení bóje,
- zvedací a manipulační zařízení na pomoc při manipulaci s materiálem,
- navigační zařízení pro zajištění viditelnosti na moři a nautofon pro upozornění na pohybující se plavidlo,

- elektrický subsystém umožňující provoz ventilu a napájení navigačních pomůcek nebo jiného vybavení.